# Хедберг, Ингемар
Ингемар Харальд Роберт Хедберг (швед. Ingemar Harald Robert Hedberg; 8 марта 1920, Эребру — 19 мая 2019) — шведский гребец-байдарочник, выступал за сборную Швеции в конце 1940-х — начале 1950-х годов. Серебряный призёр летних Олимпийских игр в Хельсинки, трёхкратный чемпион мира, многократный победитель и призёр регат национального значения.

## Биография
Ингемар Хедберг родился 8 марта 1920 года в городе Эребру. Увлёкшись греблей на байдарках и каноэ, проходил подготовку в Стокгольме, состоял в столичном спортивном клубе Brunnsvikens.
Первого серьёзного успеха на взрослом международном уровне добился в сезоне 1950 года, когда попал в основной состав шведской национальной сборной и побывал на чемпионате мира в Копенгагене, где одержал победу во всех трёх дисциплинах, в которых принимал участие: в эстафете 4 × 500 метров совместно с такими гребцами как Ларс Глассер, Леннарт Клингстрём и Герт Фредрикссон, в также в байдарках-двойках на дистанциях 500 и 1000 метров в паре с Ларсом Глассером.
Благодаря череде удачных выступлений Хедберг удостоился права защищать честь страны на летних Олимпийских играх 1952 года в Хельсинки. Стартовал здесь вместе с тем же напарником Ларсом Глассером в программе двухместных байдарок на дистанции 1000 метров — с первого места квалифицировался на предварительном этапе, однако в решающем финальном заезде не смог обогнать финский экипаж Курта Виреса и Юрьё Хиетанена, завоевав в итоге серебряную олимпийскую медаль (шведы и финны пересекли финишый створ практически одновременно, показав одиноковое время 3:51.1, и победителя пришлось определять с помощью фотофиниша). Вскоре по окончании этих соревнований Ингемар Хедберг принял решение завершить карьеру профессионального спортсмена, уступив место в сборной молодым шведским гребцам.